# Рейнольд III (герцог Гелдерна)
Рейнольд III (13 травня 1333 - 4 грудня 1371) -- Герцог Гельдерну і граф Цютфену. Син Рейнольда II і Елеонори Вудсток. 1 липня 1347 одружився Марією Брабантською, третьою дочкою герцога Яна III Брабантського і Марії Наварської. Він був похований у монастирі Ґрефенталь.
Через свою дуже надмірну вагу, Рейнольда зазвичай називали латинським прізвиськом Крассус, що означає "товстий"..

## Біографія

Гелдерн і Цютфен на карті Нідерландів 1350 р.(світло-коричневим кольором справа)

Після смерті Рейнольда II у жовтні 1343 року 10-річний Рейнольд III був визнаний занадто молодим, щоб керувати герцогством Гелдерн. Державна рада обрала двох опікунів - його матір Елеонору та його дядька Дірка IV ван Валкенбурга, а його дядька Яна ван Валкенбурга призначила державним держателем. Стосунки між Елеонорою та Дірком ван Валкенбургом не склалися, після чого Елеонора вирішила виїхати з двома синами до Кале, де її брат Едуард III був зайнятий облогою міста. Рейнольд II вирішив, що його старший син одружиться з Марією Брабантською. Едвард III, навпаки, хотів, щоб Рейнольд III уклав шлюбний союз з герцогством Юліха. Тим часом Дірк ван Валкенбург уклав союз із Вільгельмом IV Голландським. Останній хотів одружити Рейнольда III з його сестрою Ізабеллою. Однак Рейнольд III виконав бажання свого батька і виїхав до Антверпена та одружився з Марією Брабантською у Вільвоорде.
Через кілька днів після весілля Рейнольд III пішов за своїм тестем Джоном III Брабантським у битві при Хамонті (21 липня 1347 р.) проти непокірного народу Льєжу. Битва стала катастрофічною для Герцогства Брабанту і Гельдерну, 15-річний Рейнольд III був поранений і втратив таких важливих людей, як Губерта II ван Кулемборг і Роберта ван Аркеля. Незважаючи на те, що Рейнольд не виконував побажань свого дядька Едуарда III англійського у виборі дружини, він продовжував підтримувати свого дядька в Столітній війні з Францією. У період 1348-1350 рр. Рейнольду III довелося мати справу з Чорною смертю, яка спричинила багато жертв у Європі, і з суперечкою між дворянами Гікеренами та Бронхорстеном. Рейнольду довелося зробити вибір, на якій стороні він стоятиме, і врешті-решт обрав Ван Гікеренів близько 1350 року. Ван Бронкхорстен, який на той час все ще мав численну підтримку у герцогстві Гельре, зумів залучити на свій бік 14-річного молодшого брата Рейнольда Едуарда. Це призвело до одинадцяти років брацької сварки і громадянської війни (1350-1361).

Коли Рейнольду III загрожувала поразка, він дав привілеї фермерам у Велуве. В результаті вони стали вільними фермерами і вирушили разом з Рейнольдом проти Едуарда. У битві при Фраєнберзі 19 липня 1354 р. Рейнольд і його прихильники селяни були розгромлені. Після смерті свого тестя в 1355 р. Рейнольд III також ненадовго втрутився у війну за спадщину Брабанта (1355-1357).
У травні 1361 р. Рейнольд III був схоплений його братом під час битви під Тілем і спочатку замкнений у замку Розендаель (3-4 роки), а потім у замку Де Неєнбек, приблизно 6 років (на північний схід від Воорста, Гелдерланд). Під час ув’язнення Рейноуд настільки ожирів, частково через недостатній рух і схильність до ожиріння, що він більше не міг виходити з камери, а двері могли залишатися відчиненими.
У серпні 1371 року Едуард загинув у битві при Бесвейлері, а Рейнуда було звільнено і знову проголошено герцогом Гелдерну. Однак його друге правління не було довгим. Рейнольд III помер у грудні 1371 р., не залишивши офіційних спадкоємців. У нього був позашлюбний син, відомий тепер як Ян ван Хаттем.

## Легенда
Після жорстокої сварки молодший брат Рейнальда Едуард розпочав успішне повстання проти нього. Едвард переміг і полонив Рейнольда, але не вбив його. Натомість він побудував кімнату навколо Рейнольда в замку Неєнбек і пообіцяв йому, що той зможе повернути собі титул та майно, як тільки зможе залишити кімнату.  Для більшості людей це не склало б труднощів, оскільки в кімнаті було кілька вікон та двері майже нормальних розмірів, і жодне не було зачинене на замок чи заблоковано. Проблема полягала в об'ємі Рейнольда. Щоб повернути собі свободу, йому потрібно було схуднути. Але Едвард знав свого старшого брата, і кожен день він надсилав різноманітні смачні страви. Замість того, щоб посидівши на дієті, зрештою вийти з в'язниці, Рейнольд навпаки погладшав. Коли герцога Едварда звинуватили в жорстокості, він мав готову відповідь: «Мій брат не в'язень. Він може піти, коли того забажає».  Рейнольд пробув у цій кімнаті десять років і був звільнений лише після того, як Едвард загинув у битві при Баесвейлері. На той час його здоров'я було настільки зруйноване, що він помер протягом року ставши в'язнем власного апетиту.